# Laguna Nimez

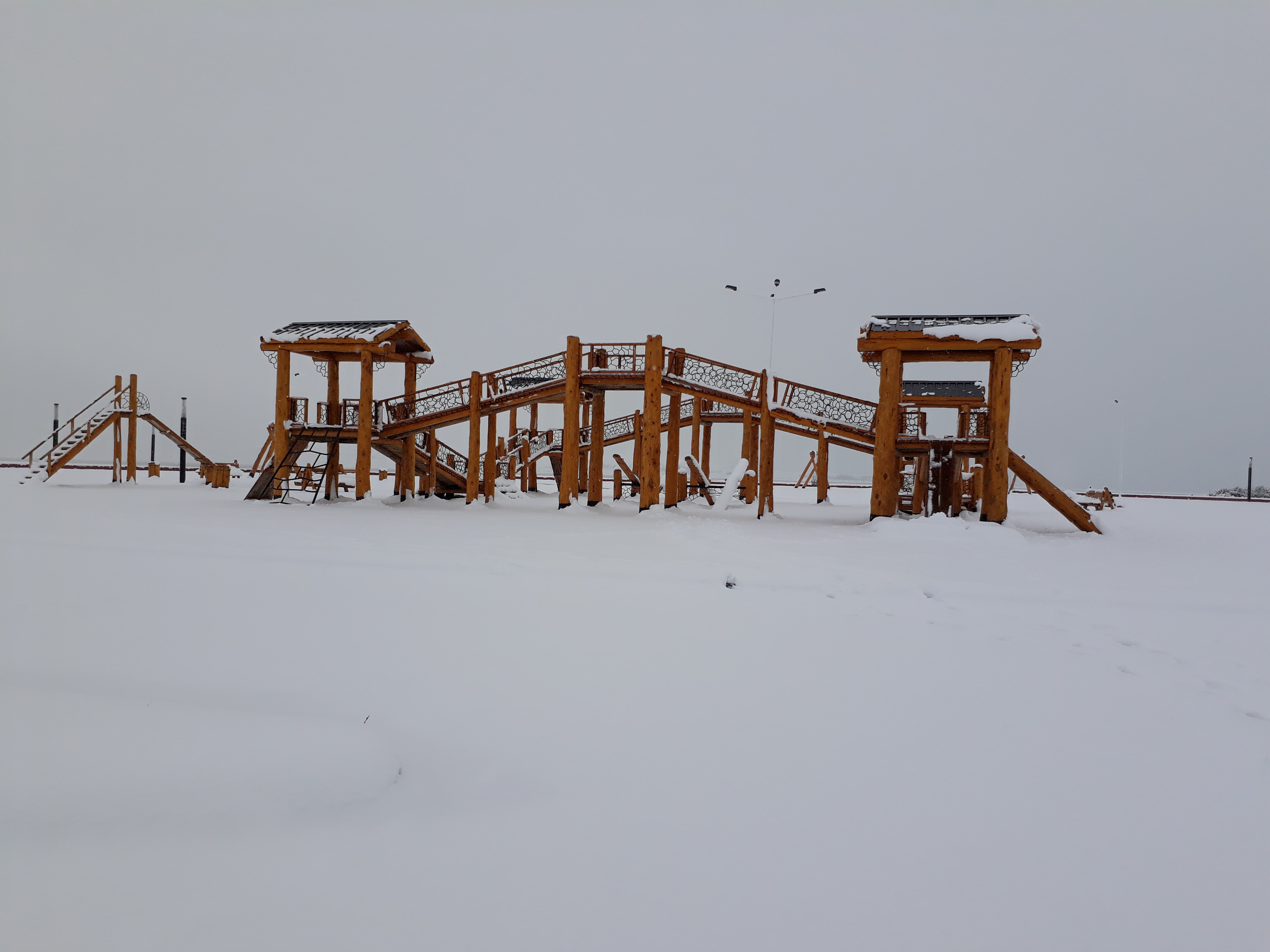
Vista del parque Costero en pleno invierno austral.

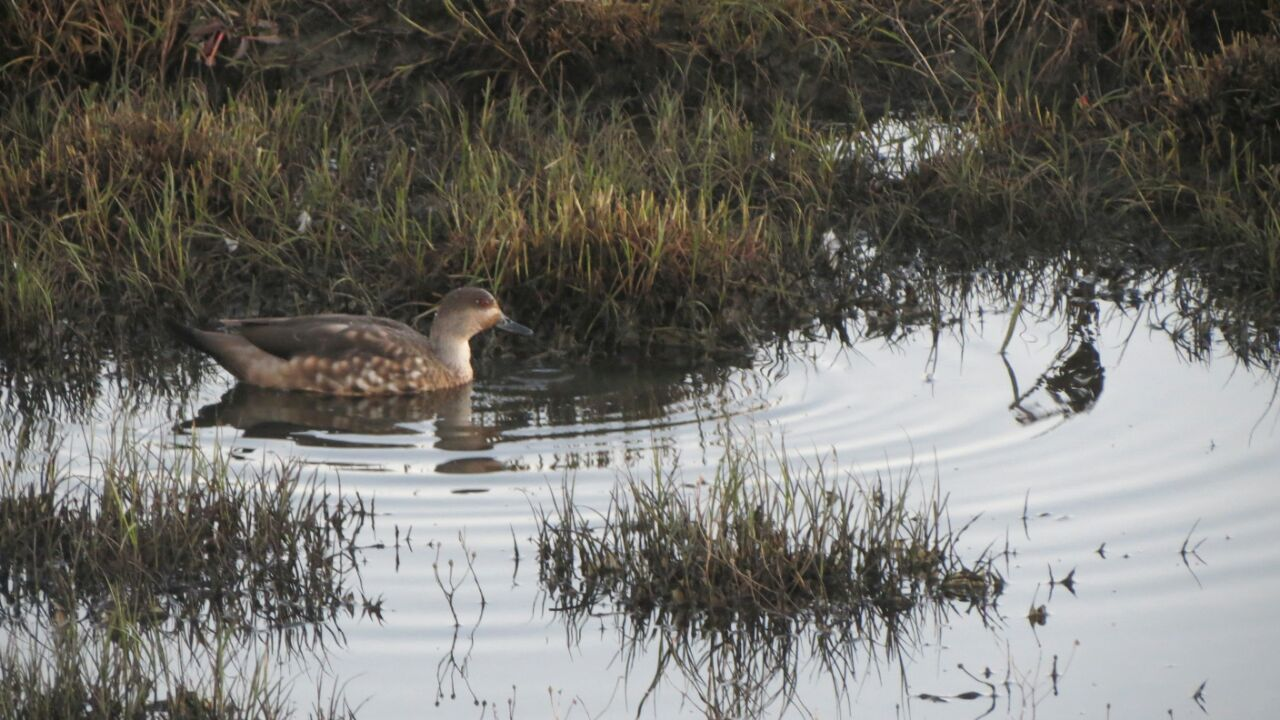
Aves acuáticas en la Laguna Nimez.

La Laguna Nimez es una reserva natural municipal ubicada en el ejido urbano de la localidad de El Calafate, en el departamento Lago Argentino, al sudoeste de la provincia de Santa Cruz, Argentina.

## Características generales
La reserva Laguna Nimez fue creada mediante decreto municipal n.º 247 del año 1986 sobre una superficie de alrededor de 35 ha. de terrenos fiscales correspondientes a la ecorregión 
estepa patagónica, aproximadamente en la posición 50°19′S 72°38′O / -50.317, -72.633.
Su ubicación es inmediata a las costas del Lago Argentino y se encuentra a menos de 1000 m del centro de la localidad de El Calafate.
Esta relativamente pequeña reserva fue creada con el objetivo de conservar la riqueza natural de la zona, a los fines de estudio e investigación, al mismo tiempo que habilitar un espacio recreativo y de observación de flora y fauna.
En el año 2001, las autoridades municipales llegaron a un acuerdo con la Universidad Nacional de la Patagonia Austral a fin de que esta casa de altos estudios tomara a su cargo la administración de la reserva, lo que permitió el desarrollo supervisado de algunas actividades y la instalación de infraestructura básica, entre otras acciones.
La reserva está incluida entre las áreas importantes para la conservación de las aves en la provincia de Santa Cruz.

## Flora y fauna

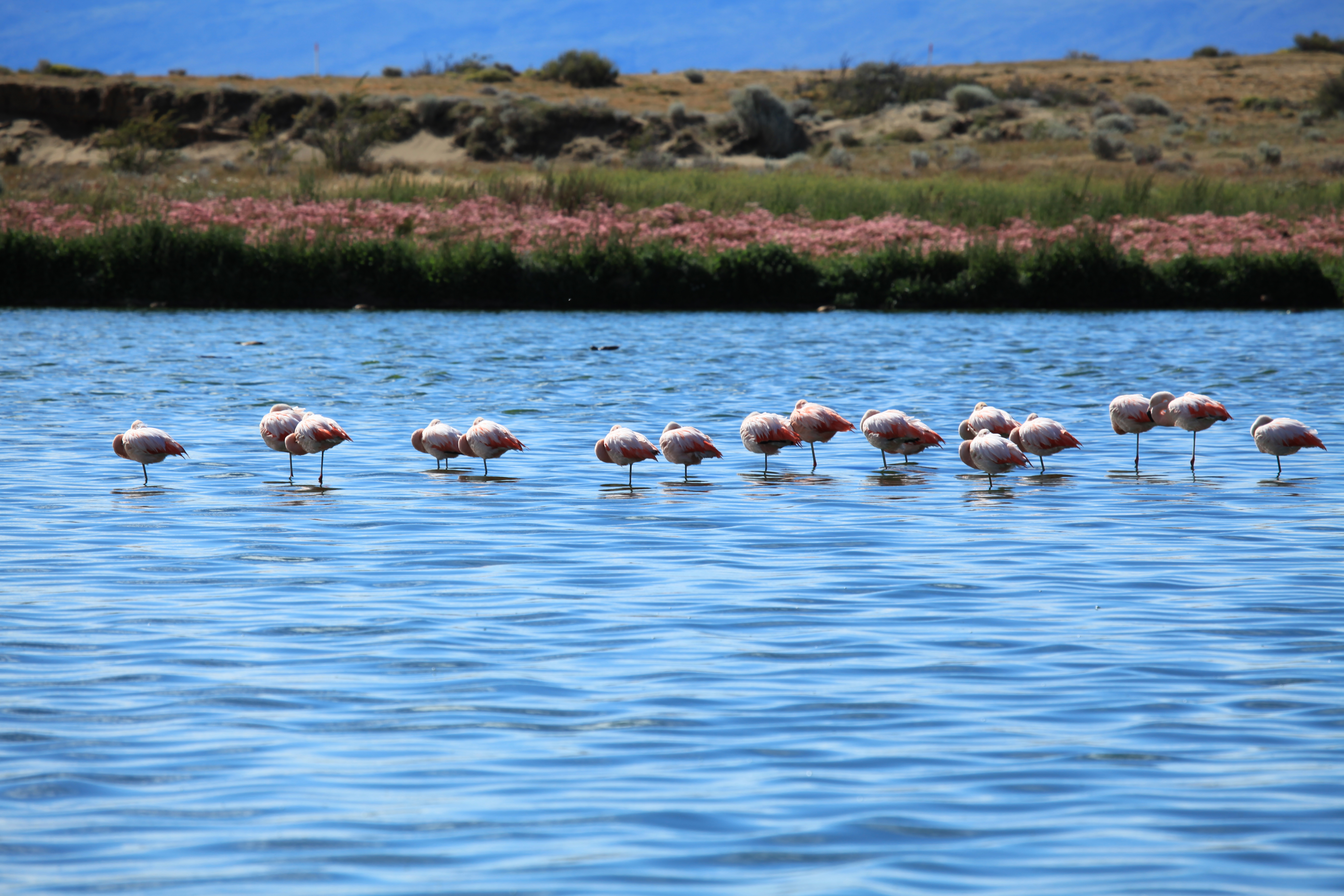
Flamencos australes (Phoenicopterus chilensis)

La cubierta vegetal de la reserva es típica de estepa patagónica, compuesta por pastizales de festuca en los que alternan algunas variedades de berberis y senecio. En las zonas que a menudo están cubiertas por el agua de las crecientes del Lago Argentino, existen sectores de juncos (Schoenoplectus californicus).
La riqueza ornitológica es el aspecto de mayor interés de la reserva. Se han detectado alrededor de 80 especies, incluso algunas que solo utilizan el lugar transitoriamente en su migración.
Existen registros de avistajes de macá común (Rollandia rolland) y grande (Podiceps major). Los Anseriformes están significativamente representados por variedad de patos, entre ellos el cabeza negra (Heteronetta atricapilla), el zambullidor grande (Oxyura jamaicensis), el zambullidor chico (Oxyura vittata), el overo (Anas sibilatrix), el colorado (Anas cyanoptera), el cuchara (Anas platalea), el crestón (Lophonetta specularioides), el maicero (Anas georgica) y el barcino (Anas flavirostris), además de cisnes coscoroba (Coscoroba coscoroba) y cuello negro (Cygnus melancoryphus).
Es habitual observar congregaciones de ejemplares de flamenco austral (Phoenicopterus chilensis), quiulas patagónicas (Tinamotis ingoufi) y en menor medida el chorlo ceniciento (Pluvianellus socialis).
Se ha verificado la presencia de muchas variedades de pequeños pájaros cantores, entre los que se encuentran el pico de plata (Hymenops perspicillatus), el fiofío silbón (Elaenia albiceps), la calandria mora (Mimus patagonicus), el varillero ala amarilla (Agelasticus thilius), el comesebo patagónico (Phrygilus patagonicus) y el andino (Phrygilus gayi), entre otros.

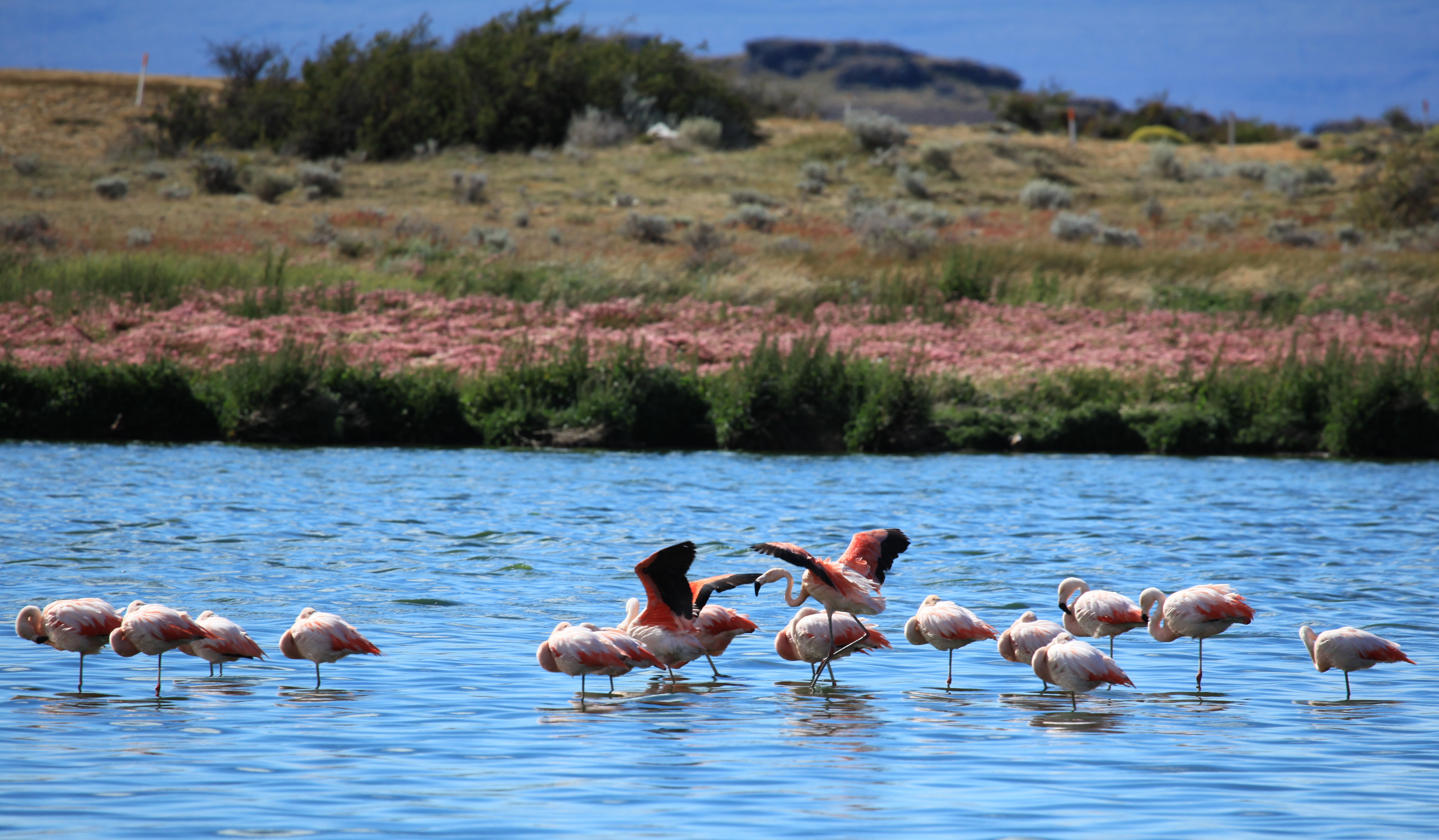
Ejemplares de flamenco austral (Phoenicopterus chilensis).
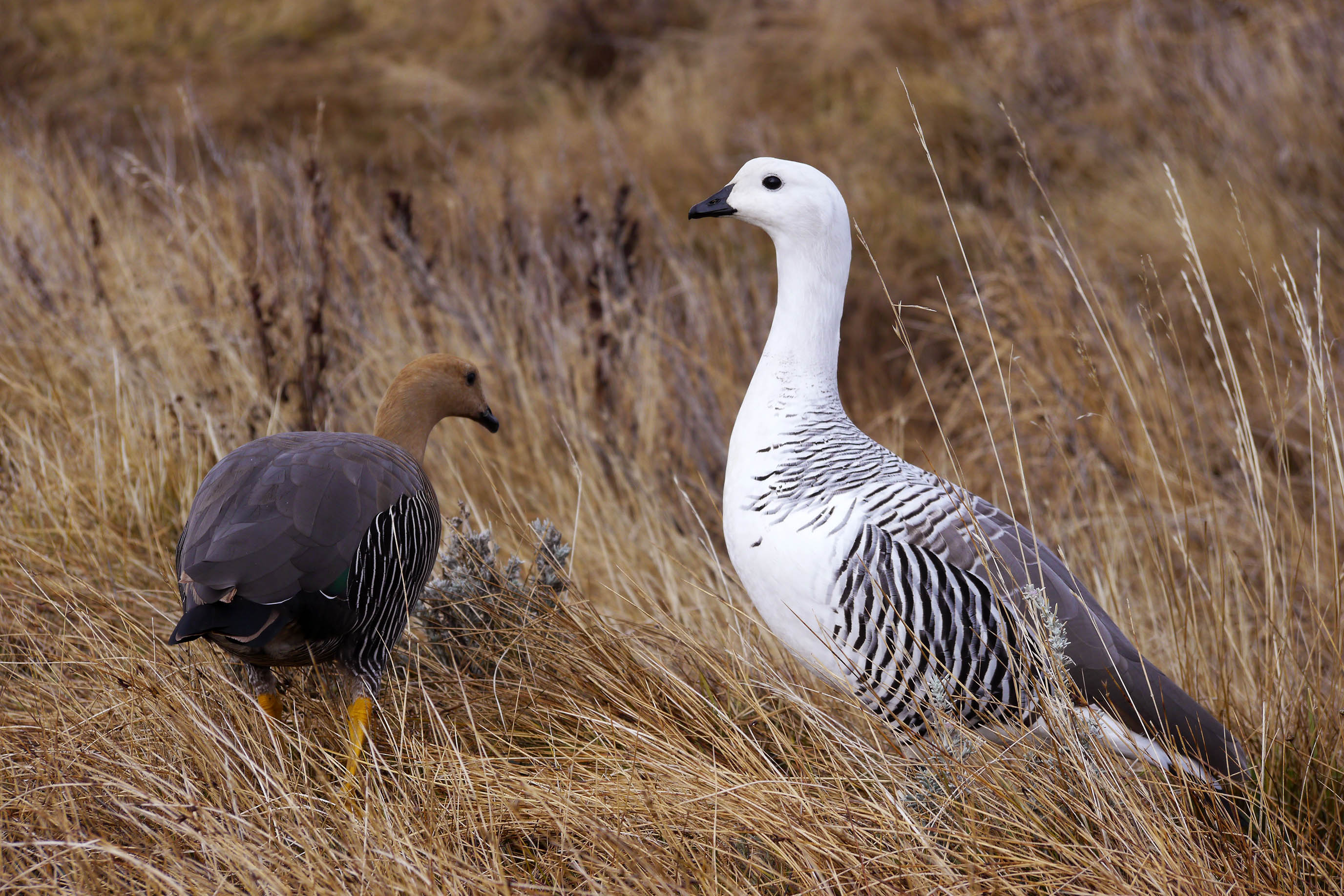
Macho y hembra de cauquenes (Cloephaga picta)
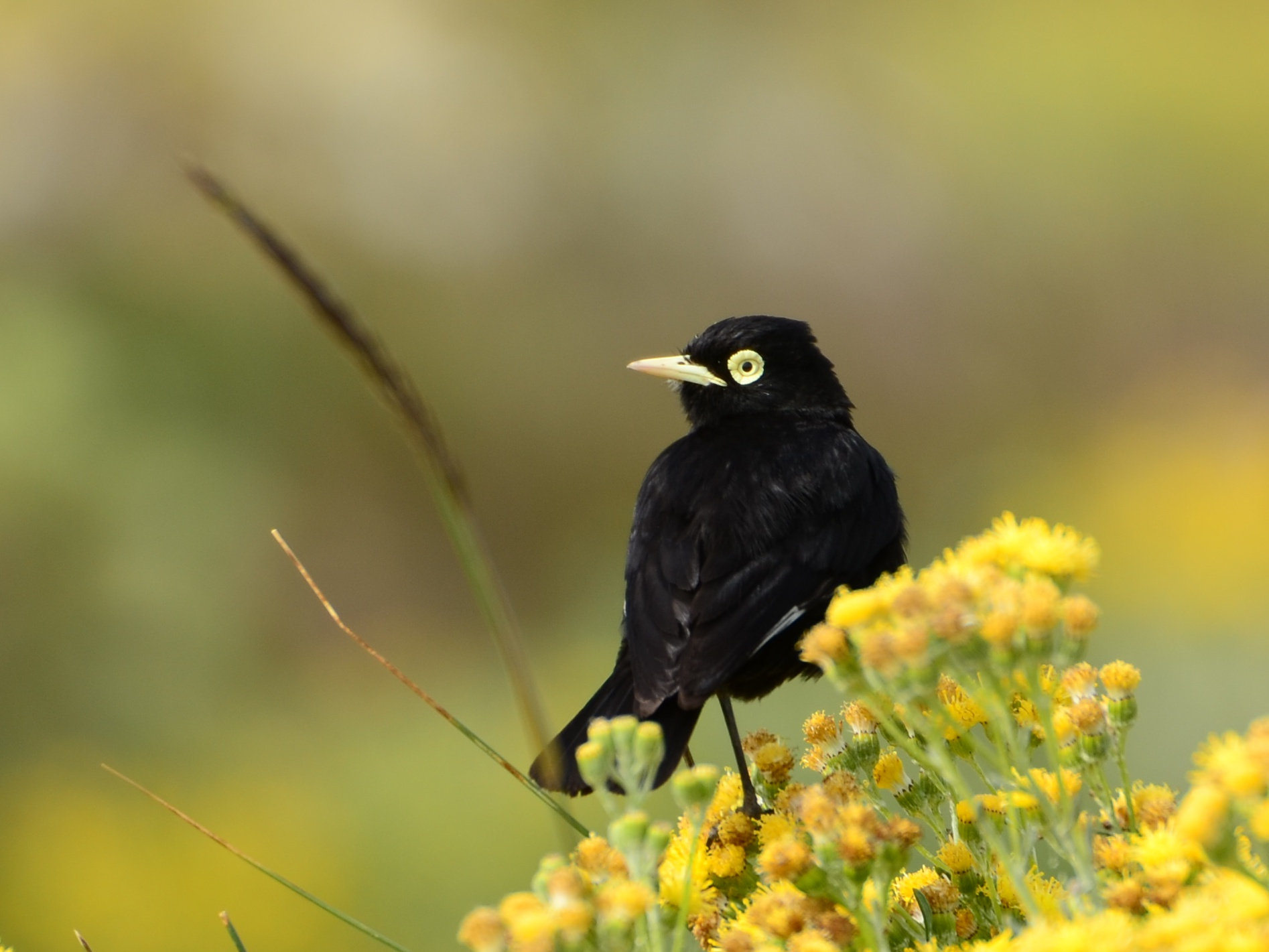
Macho de picoplata (Hymenops perspicillatus).
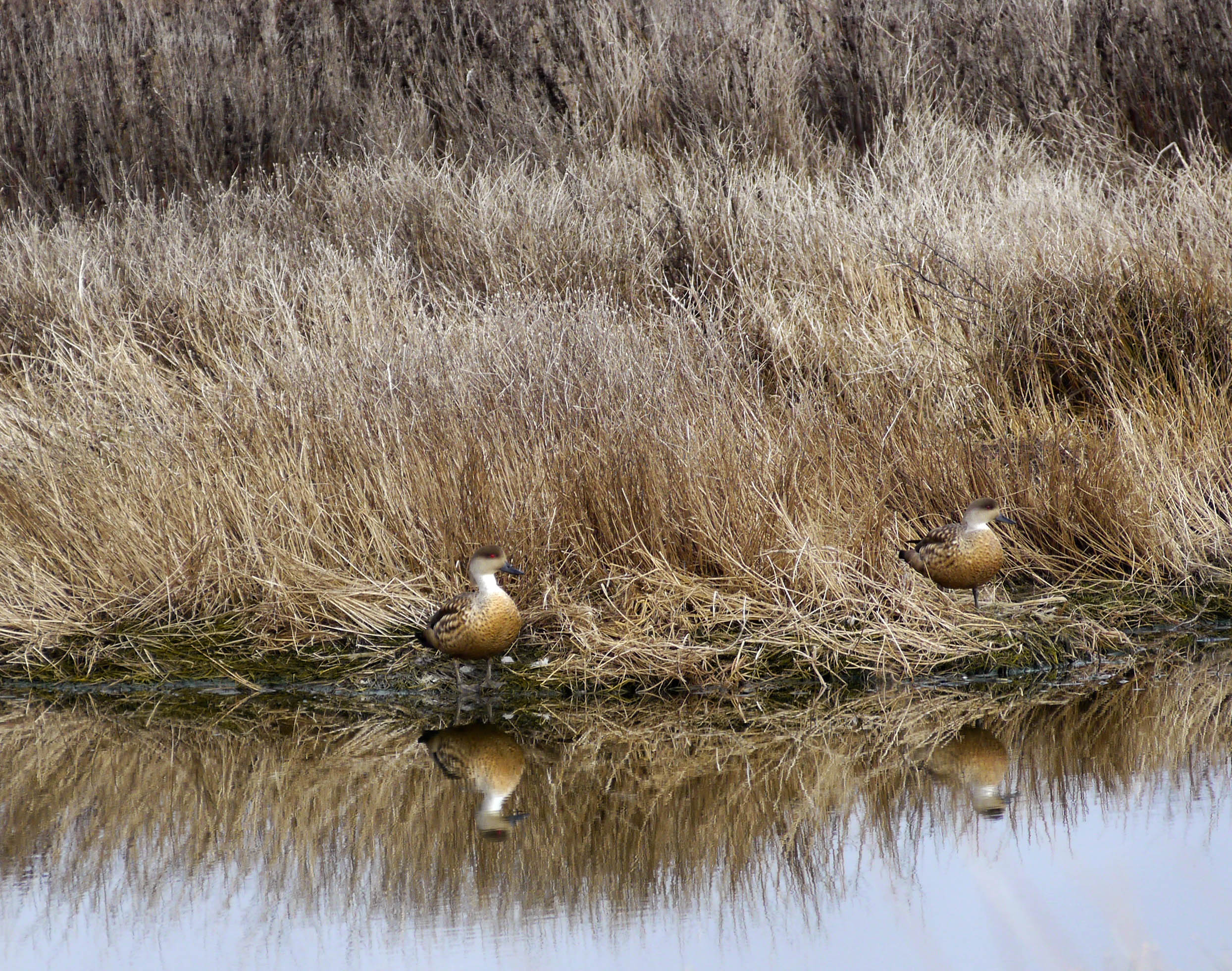
Pareja de patos crestones (Lophonetta specularioides).
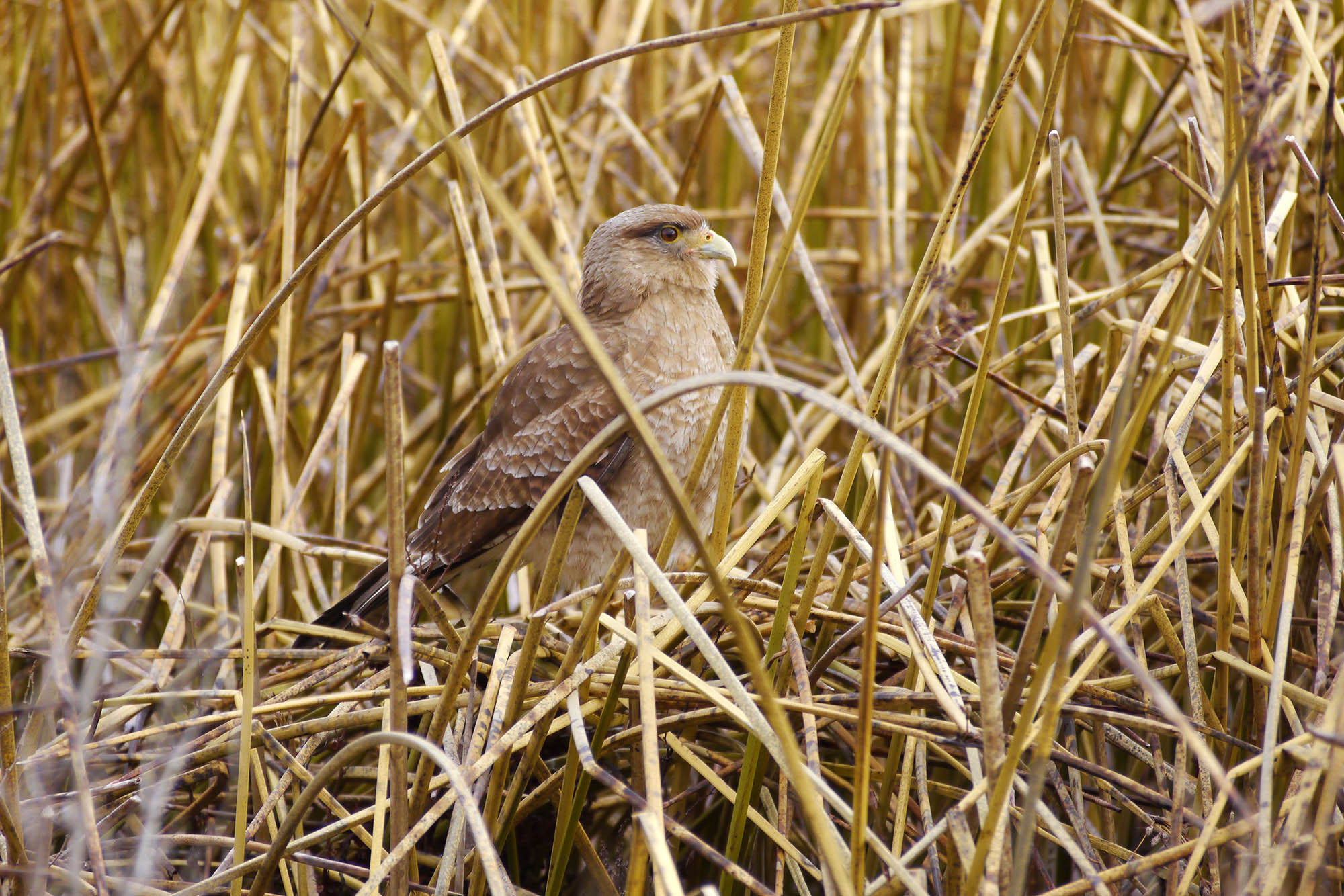
Chimango (Milvago chimango).

## Amenazas
La cercanía a la localidad de El Calafate es un factor positivo desde el punto de vista de la preservación, ya que facilita la supervisión y el control y asegura la rapidez de ejecución de acciones en el caso de producirse daños. Sin embargo, esta cercanía también representa una amenaza, porque permite que perros y gatos domésticos actúen como predadores. Asimismo, existe el riesgo de destrucción del ecosistema a causa del vertido en la laguna de efluentes urbanos provenientes de la población cercana.